# Thoughts Paint the Sky
Thoughts Paint the Sky war eine experimentelle Post-Hardcore-/Screamo-Musikgruppe aus Essen. Die Band selbst bezeichnete ihre Musik als „Acoustic Screamo“.

## Geschichte
Thoughts Paint the Sky wurde 2005 in Essen gegründet. Von ständigem Besetzungs- und Stilwechsel begleitet, veröffentlichte die Band im Laufe der Jahre drei EPs und drei Alben. Bezüglich der vielen Besetzungswechsel ist zu bemerken, dass Daniel als Frontmann zugleich einziges verbliebenes Gründungsmitglied in der Bandgeschichte war, wobei er im Jahre 2007 sogar einige Auftritte alleine, nur mit seiner akustischen Gitarre absolviert hat. Die Band hat fünf Tourneen (u. a. mit Longing for Tomorrow, Ashes of Pompeii und City Light Thief) durch ganz Deutschland absolviert.
2009 erschien das Album Hier spielt die Musik bei Ape Must Not Kill Ape Records und Unpopular Disclose Records, 2011 ihr letztes Album Nicht mal mehr wir selbst bei Midsummer Records.
Zu den Erfolgen der Bandgeschichte gehören Support-Auftritte für Anberlin, Horse the Band, The Casting Out, Callejon, Ignite, Born from Pain, Eternal Tango und Amanda Rogers.
2012 gab die Band ihre Auflösung bekannt. Daniel Senzek war danach zwischenzeitlich bei den beiden Post-Hardcore-Bands Kosslowski (Gesang und Schlagzeug) und Nora Yeux (Gitarre und Background-Gesang, gemeinsam mit Schlagzeuger Florian Uteschil) aktiv.

## Stil
Dominanter Bestandteil des Klangs der Band ist der offensivere Einsatz von akustischen Gitarren. Der Stil der Band wird auch deswegen des Öfteren als „Acoustic Screamo“ bezeichnet. Dabei lässt sich feststellen, dass deutliche Elemente dem klassischeren Screamo und Emotional Hardcore zugeordnet werden können. Dazu gehören die komplexeren Liedstrukturen (ohne das übliche Strukturmuster), mit ruhigen, weggetreten wirkenden Parts, gesprochenen Textzeilen und explosiveren Parts mit geschrienen Momenten.
Daneben finden sich aber auch in einzelnen, aktuellen Stücken stärkere Einflüsse aus Alternative Rock und Post-Hardcore. Vor allem eingängigere Lieder mit klassischerem Aufbau von Strophe und Refrain sowie Singalongs verweisen darauf.

## Diskografie
- 2005: ...And the Colour Is Your Choice (EP, Digital Kunstrasen)
- 2006: Thoughts Paint the Sky (Eigenproduktion)
- 2007: Schlicht & Ergreifend (New Times Records)
- 2007: Rethought Vol. 1 (Digital Kunstrasen)
- 2007: * (Time as a Color)
- 2008: Rethought Vol. 2 (Digital Kunstrasen)
- 2008: Komödie / Tragödie? (EP, Eigenproduktion)
- 2009: Hier spielt die Musik (Ape Must Not Kill Ape)
- 2009: Split-EP mit Ashes of Pompeii (Eigenproduktion)
- 2011: Nicht mal mehr wir selbst (Midsummer Records)